# Prinzip
Компания Prinzip — российский девелопер. Возводит многоквартирные дома в Екатеринбурге.

## История
Компания «Prinzip» начала свою деятельность в 2005 году и до ребрендинга в марте 2016 года работала как девелопер Pred Group. К моменту ребрендинга компания была известна реализованными проектами коммерческой недвижимости: торговый и деловой центр «Европа» на площади 1905 года, офисный центр на улице Максима Горького, дом офисов «Суворов» на углу улиц 8 марта и Радищева, торговый центр Leroy Merlin, бизнес-центр Aurora на улице Малышева.

## Реализованные объекты
В январе 2013 года компания показала проект жилого комплекса «Малевич» в районе проспекта Космонавтом и улицы Маяковского — пять ярких домов и семиэтажный паркинг. Помимо яркой архитектуры новый ЖК отличали сквозные холлы вместо подъездов и общий, полностью закрытый от автомобилей двор. В конце 2014-го в эксплуатацию был введён первый дом, в июле 2017 сданы третий и четвёртый корпуса. Пятым зданием должен был стать 29-этажный бизнес-центр: его возведение планировалось начать в конце 2014 года, однако затем сроки перенесли и в августе 2015 года отказались от планов в пользу ещё одного жилого корпуса. Его строительство началось в августе 2017 и завершилось во II квартале 2020 года. В 2014 году проект «Малевич» получил премию рынка недвижимости Екатеринбурга в номинации «Градостроительный совет. Жилая недвижимость». Реализованный проект стал финалистом премии URBAN AWARDS 2016 в номинации «Лучший региональный жилой комплекс».
В ноябре 2017 года компания начала готовить площадку на улице Первомайской для строительства жилого дома бизнес-класса Первомайская, 60. Дом состоит из трёх секций — две 7-этажных и одна в 23 этажа. Фасады выполнены из клинкерной плитки. Двор дома закрыт от автомобилей и выполнен в стиле английского сада — в нём сочетаются естественные и стриженные кроны взрослых деревьев, растения с разными по цвету и форме листьями. В доме есть двухуровневый подземный паркинг. В 2021 году дом ввели в эксплуатацию.

## Объекты на стадии строительства
Весной 2015 года компания начала возведение рядом с Юго-Западным лесопарком на улице Краснолесья жилого квартала «Ньютон-парк» из шести домов в стиле ар-деко с центральной площадью и фонтаном. Первые три дома, включая 35-этажную башню, введены в эксплуатацию, срок сдачи четвёртой очереди — 2 квартал 2022 года.
В феврале 2017 года компания Prinzip выступила партнёром Уральского банка Сбербанка и взялась за завершение строительства ЖК «Первый Николаевский» в районе улиц Готвальда и Черепанова — крупнейшего долгостроя Екатеринбурга. Первая очередь, которую начала строить компания «Уктусстрой» в 2012 году, предусматривала возведение 14-этажного и 25-этажного зданий площадью около 40 тысяч м² каждое. В конце 2018 компания PRINZIP завершила строительство первой очереди. Проект второй очереди комплекса был заменён на три жилые башни трапециевидной формы в 35 этажей с тремя разноуровневыми дворами и общественно-деловыми пространствами по проекту архитектурного бюро R1. В апреле 2018 года второй очереди комплекса было решено дать название «Татлин» — в честь советского художника Владимира Татлина. В 2020 в эксплуатацию была введена первая башня «Татлина», сдача второй башни запланирована в 3 квартале 2022 года, третьей — во 2 квартале 2023 года.
В 2018 году компания начала строительство «Паркового квартала» рядом с ЦПКиО им. Маяковского. Строительство квартала в границах улиц Фурманова — Машинная — Щорса — Цвиллинга с жильём высотой от 9 до 32 этажей и подземными паркингами, было разбито на две очереди. Первая очередь — три жилые башни, торговая галерея и подземный паркинг, объединённые общим двором-парком. Первый дом сдан летом 2021 года, второй дом — зимой 2021 года, третий дом будет сдан в 4 квартале 2022 года. Вторая очередь — два многосекционных дома переменной этажности с собственными дворами, подземный паркинг и пешеходный бульвар. Четвёртый дом будет состоять из девяти жилых секций высотой от 9 до 27 этажей. Первая и вторая секции будут сданы в 3 квартале 2023 года. Секции четвёртого дома образуют закрытый двор площадью около 4700 м². В нём будут расположены зонированные по возрасту детские площадки, велодорожка, спортивный комплекс и места отдыха..
В 2019 году компания приступила к строительству комплекса премиум-класса на пересечении улиц Шейнкмана и Попова. Клубный дом «Ленина 8» будет состоять из семи разноуровневых секций, объединённых внутренней галереей с коммерческими помещениями на первом этаже, с закрытым двором и двухуровневым подземным паркингом. Первая очередь состоит из отдельной 11-этажной секции, которая будет ближе к улице Сакко и Ванцетти, и трёх угловых на перекрёстке Шейнкмана и Попова: две — по 8 этажей, одна — 20 этажей. Секции первой очереди будут сданы в 4 квартале 2021 года. Вторая очередь — 15-этажная секция по улице Шейнкмана, 28-этажная башня во дворе и 7-этажный дом. Они будут сданы в 2 квартале 2023 года. Во внутренней галерее будут открыты фитнес-клуб, спа и детский центр с бассейном. На верхних этажах запроектированы квартиры пентхаусы с высотой потолка от 4,2 метра и высокими витражными окнами. Во дворе появятся детские и спортивные площадки, лаунж-зоны со скамейками и качели.
В 2020 году началось строительство жилого квартала «Парк Победы» на Уралмаше в квадрате улиц Кировградская, Бакинских Комиссаров, Калинина и переулка Сосновый. В квартале будет три дома разной высоты, подземный паркинг, коммерческие помещения и три двора. Дома будут построены в стиле постконструктивизма с элементами классики, поддерживая архитектурные традиции Уралмаша. Название квартал получил в честь Парка Победы, который находится в пешей доступности. Первый дом квартала планируется сдать во 2 квартале 2022 года. Семь жилых секций второго дома — в 3 квартале 2024 года.
В 2021 году компания начала строительство нового жилого района «ИСТОК» на юго-востоке Екатеринбурга рядом с лесным массивом. Проект включает многоквартирные дома и коттеджи, таун-хаусы, образовательные учреждения, медицинский центр, логистический и научный кластеры, безопасные производства. Площадь нового района превысит 4000 гектаров. Проект рассчитан до 2040 года.
Первая часть нового района — коттеджный посёлок в границах улицы Николая Дёмина и продолжении улиц Славной и Южноистокской — сдана летом 2021 года. В поселке 35 домов в современном стиле площадью от 71 до 191 м², площадь участков — от 9 соток до 16,5 сотки. На базе первой очереди «ИСТОКа» в августе 2021 года была открыта крупнейшая в России выставка современных технологий малоэтажного жилищного строительства и благоустройства Ural Village. Открытие выставки посетили губернатор Свердловской области Евгений Куйвашев и генеральный директор PRINZIP Геннадий Черных. Выставка действовала полтора месяца, любой желающий мог посетить экспозицию, прогуляться по новому району, зайти на участки и в дома.
В сентябре 2021 компания открыла продажи земельных участков в новом коттеджном посёлке «Лесной парк» в Октябрьском районе Екатеринбурга. Территория посёлка находится в лесу, а участки продаются со взрослыми деревьями. На купленных участках можно построить дачу или загородный дом для постоянного проживания с возможностью прописки. В первой очереди реализуется 78 участков площадью от 5,44 до 9,2 сотки. До каждого участка будет проведено электричество, внутри посёлка установлено уличное освещение и сделаны дороги между участками. У въезда в посёлок будут расположены участки для коммерческих помещений — магазина или кафе. Рядом будет оборудована гостевая парковка, спортивная и детская площадки.